# Antoine Ferdinand Attendu

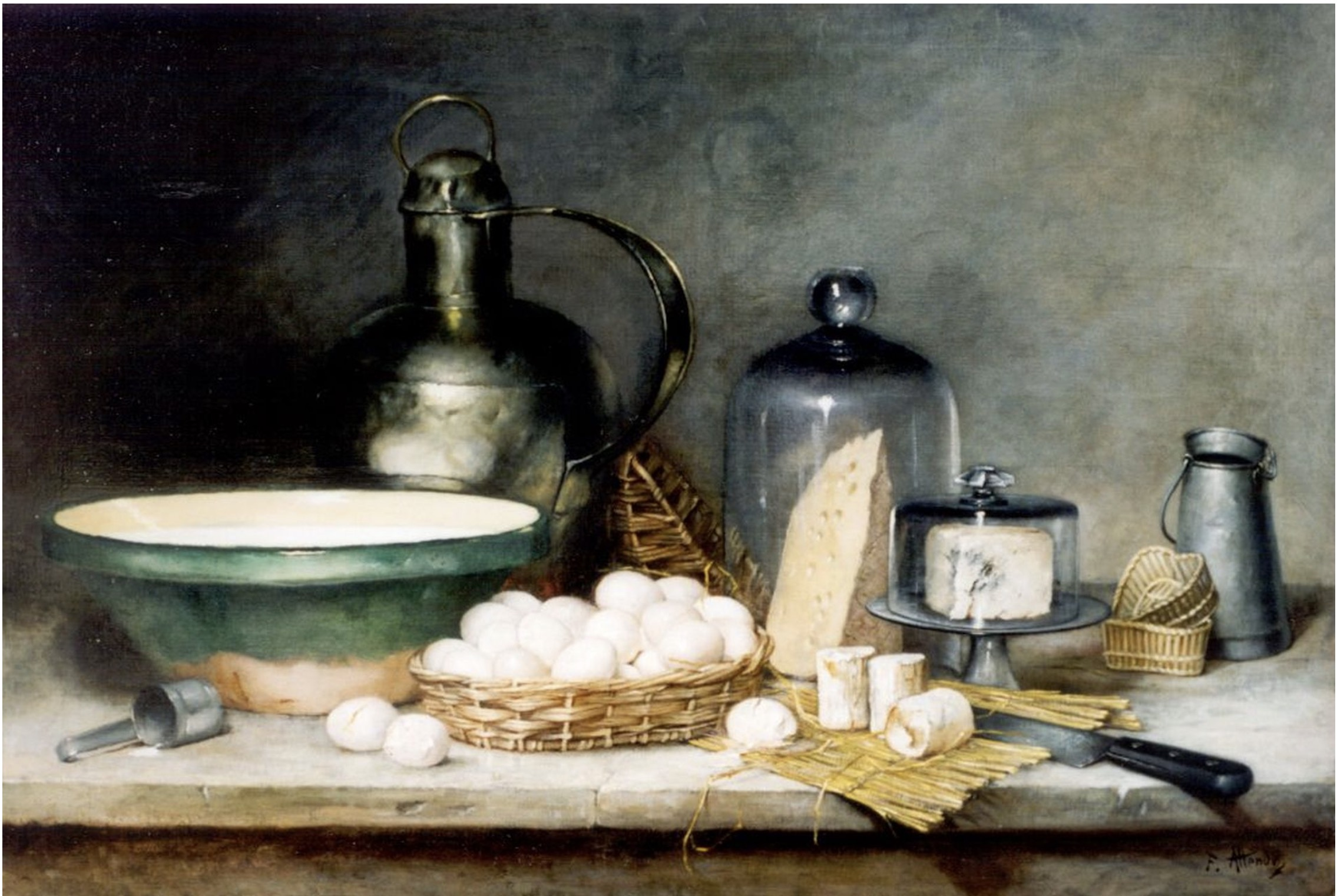
Stillleben mit einem Zinnkrug, Öl auf Leinwand, 85,4 × 120,2 cm, rechts unten signiert

Antoine Ferdinand Attendu (* 25. April 1845 in Paris; † 1917 in Graves-Saint-Amant, Département Charente) war ein französischer Stilllebenmaler. Bekannt wurde er durch seine Teilnahme an der Ersten Impressionisten-Ausstellung 1874 in Paris.

## Leben
Über Antoine Ferdinand Attendus Leben ist fast nichts bekannt. Er wurde am 25. April 1845 in Paris im damaligen 1. Arrondissement geboren und soll Schüler von Louis Mettling gewesen sein. Zwischen 1870 und 1905 nimmt er regelmäßig an den Pariser Salons teil; in den Ausstellungskatalogen werden verschiedene Adressen in Paris und Neuilly-sur-Seine genannt.

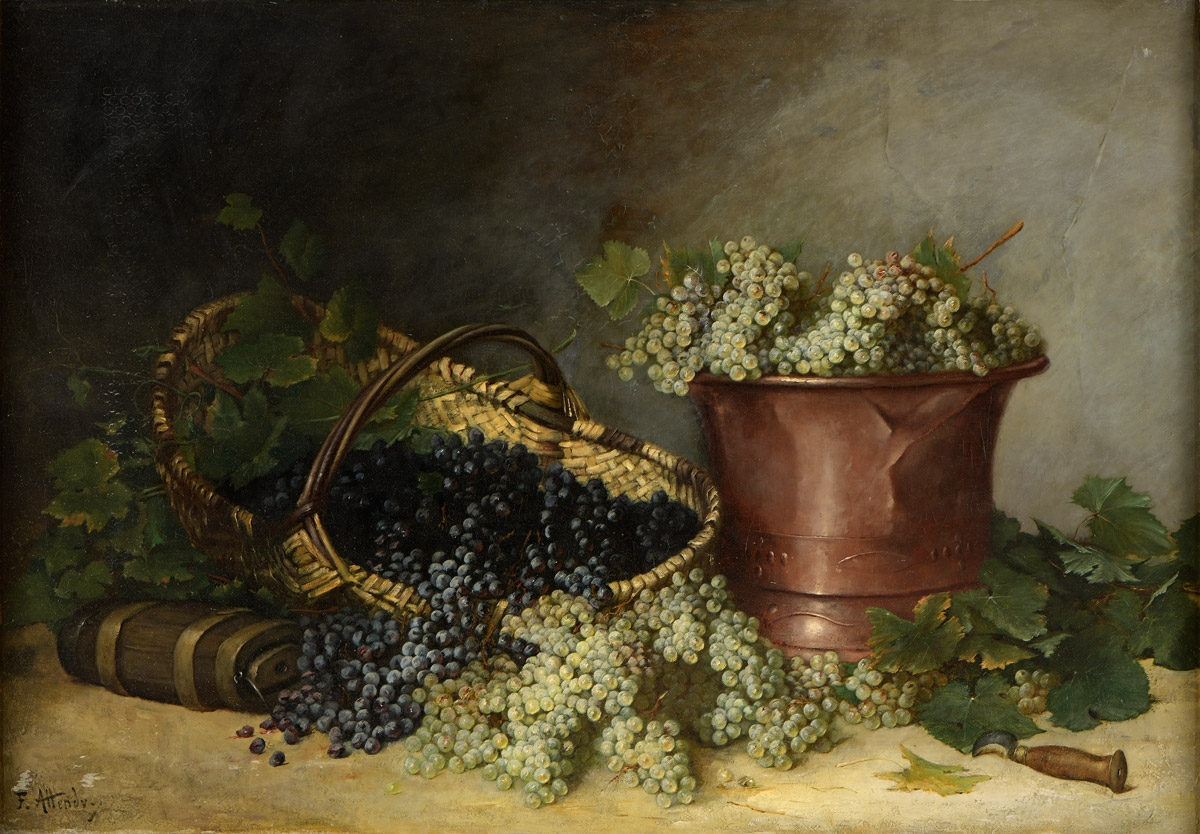
Eine gute Ernte. Öl auf Leinwand, 92 × 122 cm, signiert unten links

1874 nahm Attendu mit sechs Werken an der Ersten Impressionisten-Ausstellung teil. Katalogangaben: 7. Nature morte. Appartient à M. A. Q.  8. Un fin Connaisseur. 9. Quelques réflexions (au XIII° arrondissement). 10. Nature morte : Musique. Aquarelle. 11. Nature morte: Cuisine. 12. Id. id. Aquarelles. Appartiennent à M. J. D. Seine Verbindungen zu den anderen ausstellenden Künstlern sind nicht bekannt.
Antoine Ferdinand Attendu heiratete am 30. Juli 1888 in Neuilly-sur-Seine. Er starb am 14. März 1917 in Graves-Saint-Amant in der Charente.

## Werk
Antoine Ferdinand Attendu war hauptsächlich Stilllebenmaler. Auch einige Landschaftsbilder sind bekannt. Seine Schaffensperiode erstreckt sich von 1870 bis 1908. Er ist regelmäßiger Teilnehmer am Salon de peinture et de sculpture und am Salon des artistes français, aber auch am Salon du Havre (zwischen 1875 und 1896) und am Salon d'hiver (zwischen 1905 und 1908). Antoine Ferdinand Attendu nahm 1874 an der ersten Impressionistenausstellung teil. Nach Gerald Schurr könnte diese Teilnahme auf eine gewisse Distanz zu den offiziellen akademischen Positionen hindeuten. Schurr bemerkt, dass er weder den Geist noch die Technik der Impressionisten teilt. Er malte naturalistische Stillleben.